# Digitaria didactyla
Digitaria didactyla là một loài thực vật có hoa trong họ Hòa thảo. Loài này được Willd. mô tả khoa học đầu tiên năm 1809.

## Hình ảnh

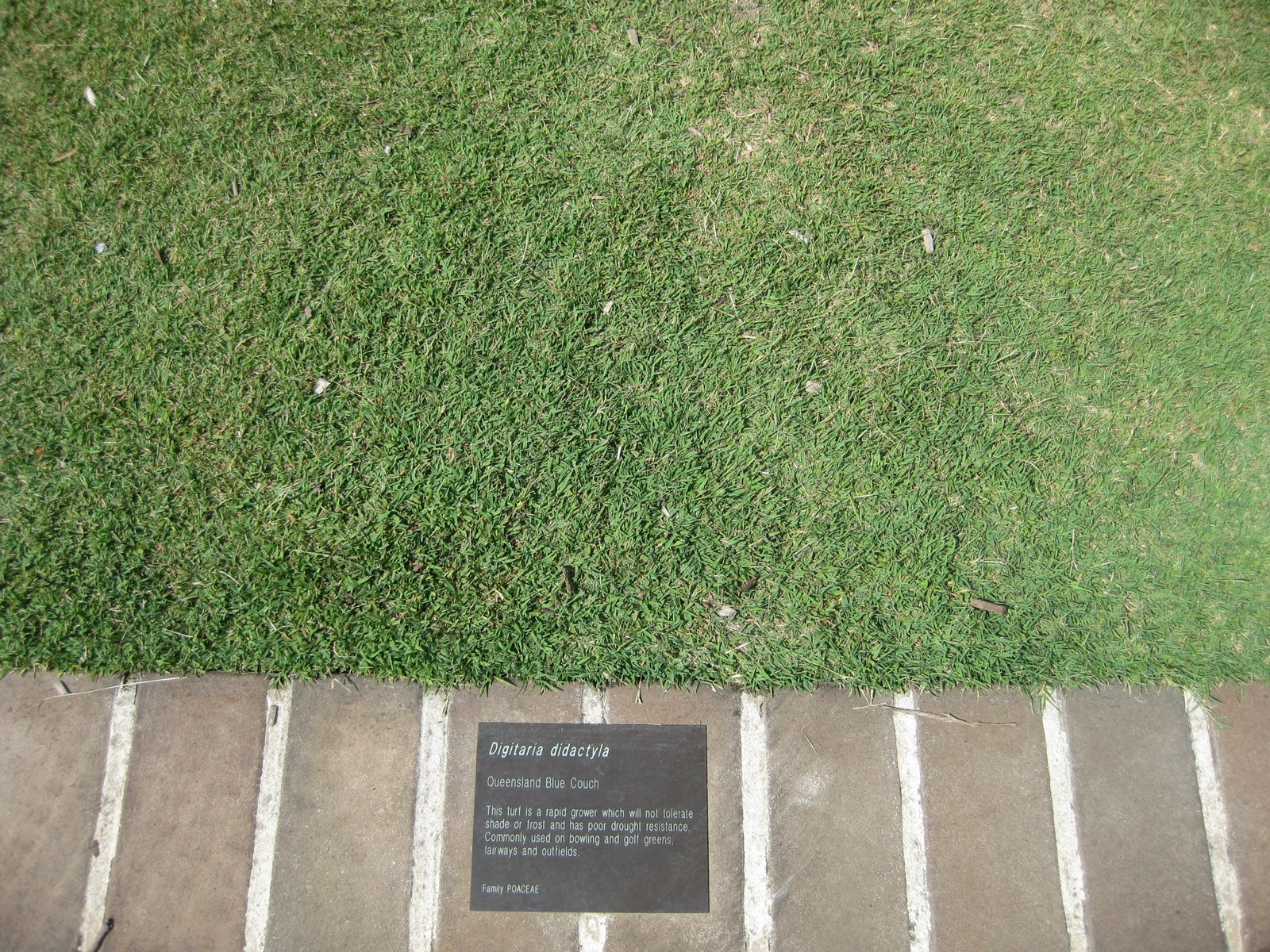
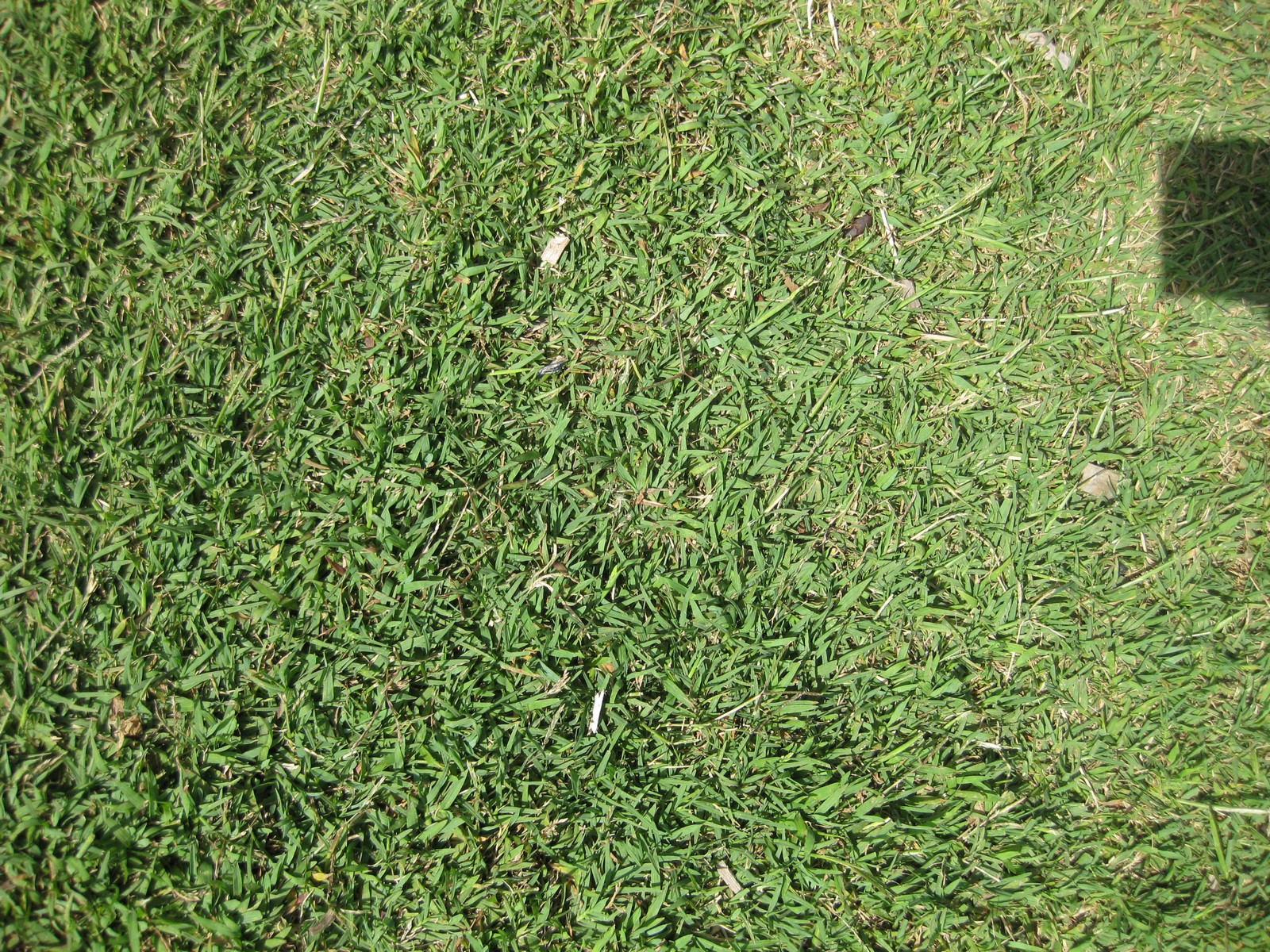
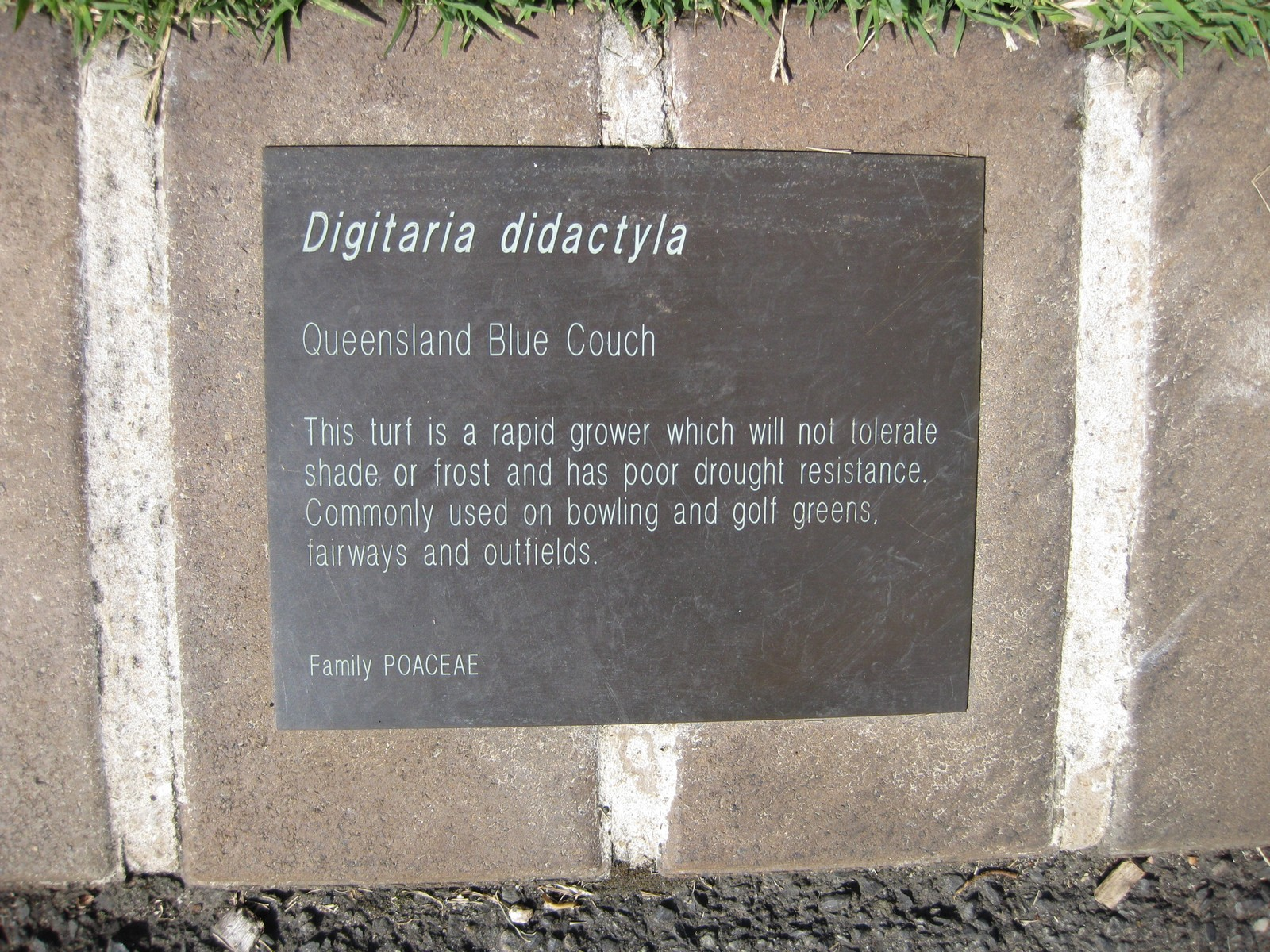